# C-3PO
C-3PO es un personaje robot humanoide de la franquicia Star Wars que aparece en la trilogía original, la trilogía precuela y la trilogía secuela. Construido por Anakin Skywalker, C-3PO fue diseñado como un droide de protocolo destinado a ayudar en etiqueta, costumbres y traducción, alardeando de "dominar con fluidez más de seis millones de formas de comunicación".  Junto con su homólogo droide astromecánico y amigo R2-D2, C-3PO proporciona un alivio cómico dentro de la estructura narrativa de las películas y sirve como complemento. Anthony Daniels ha interpretado al personaje en once de las doce películas teatrales de Star Wars estrenadas hasta la fecha, con la excepción de Solo: Una historia de Star Wars, donde el personaje no aparece.
A pesar de su naturaleza ajena, C-3PO ha desempeñado un papel fundamental en la historia de la galaxia, apareciendo bajo el servicio de Shmi Skywalker, la granja de Lars, Padmé Amidala, Bail Organa, Raymus Antilles, Luke Skywalker, Jabba the Hutt y Leia Organa. En la mayoría de las representaciones, la apariencia física de C-3PO es principalmente un baño de oro pulido con una pierna derecha plateada (desde la articulación de la rodilla hasta el tobillo), aunque su apariencia varía a lo largo de las películas; incluida la ausencia de cubiertas metálicas en La amenaza fantasma, un revestimiento de cobre opaco en El ataque de los clones y un brazo izquierdo rojo en El despertar de la fuerza. C-3PO también aparece con frecuencia en continuidades de novelas, cómics y videojuegos tanto canon como de Star Wars Legends, y fue protagonista de la serie de televisión animada Droids.

## Creación y desarrollo
Anthony Daniels inicialmente no aceptó ser elegido como C-3PO, pero cambió de opinión después de leer el papel del personaje en el guion de Star Wars (1977)  y ver una pintura conceptual de Ralph McQuarrie, quien basó su diseño inicial basado en gran parte en Maschinenmensch de Walter Schulze-Mitendorff de la película Metropolis (1927) de Fritz Lang.  El traje inicial tuvo que ser áspero para que no reflejara demasiada luz.  Daniels se probó el disfraz completo por primera vez el día antes de que comenzara el rodaje, y no vio su aspecto final hasta que le mostraron una fotografía Polaroid mientras llevaba el traje.  El creador de la franquicia, George Lucas, originalmente imaginó al personaje como "más bien un estafador" con acento estadounidense, pero cambió de opinión después de que la interpretación de la voz de Daniels eclipsó a la de otros 30 actores que probaron para el papel. Mel Blanc fue considerado para el papel, pero según Daniels, Blanc le dijo a Lucas que Daniels era mejor para el papel.
Para la segunda película, El imperio contraataca (1980), Lucas pensó que C-3PO debería quedar "completamente destrozado" porque sería "interesante tener toda esta simpatía por una caja de cartón". Consideró involucrar al villano de la trilogía original Darth Vader en este arco de la historia haciendo que el señor Sith "tome el corazón [de C-3PO] y lo rompa [...] o lo convierta en un despertador". Debido a que tanto C-3PO como Chewbacca eran los favoritos de los fanáticos (y no se agradaban entre sí), Lucas quería que el wookiee se viera obligado a llevar el droide desmantelado en una experiencia de vinculación.
En la película precuela La amenaza fantasma (1999), se revela que C-3PO fue construido a partir de piezas viejas por un joven Anakin Skywalker, quien luego se convierte en Vader.

## Representación

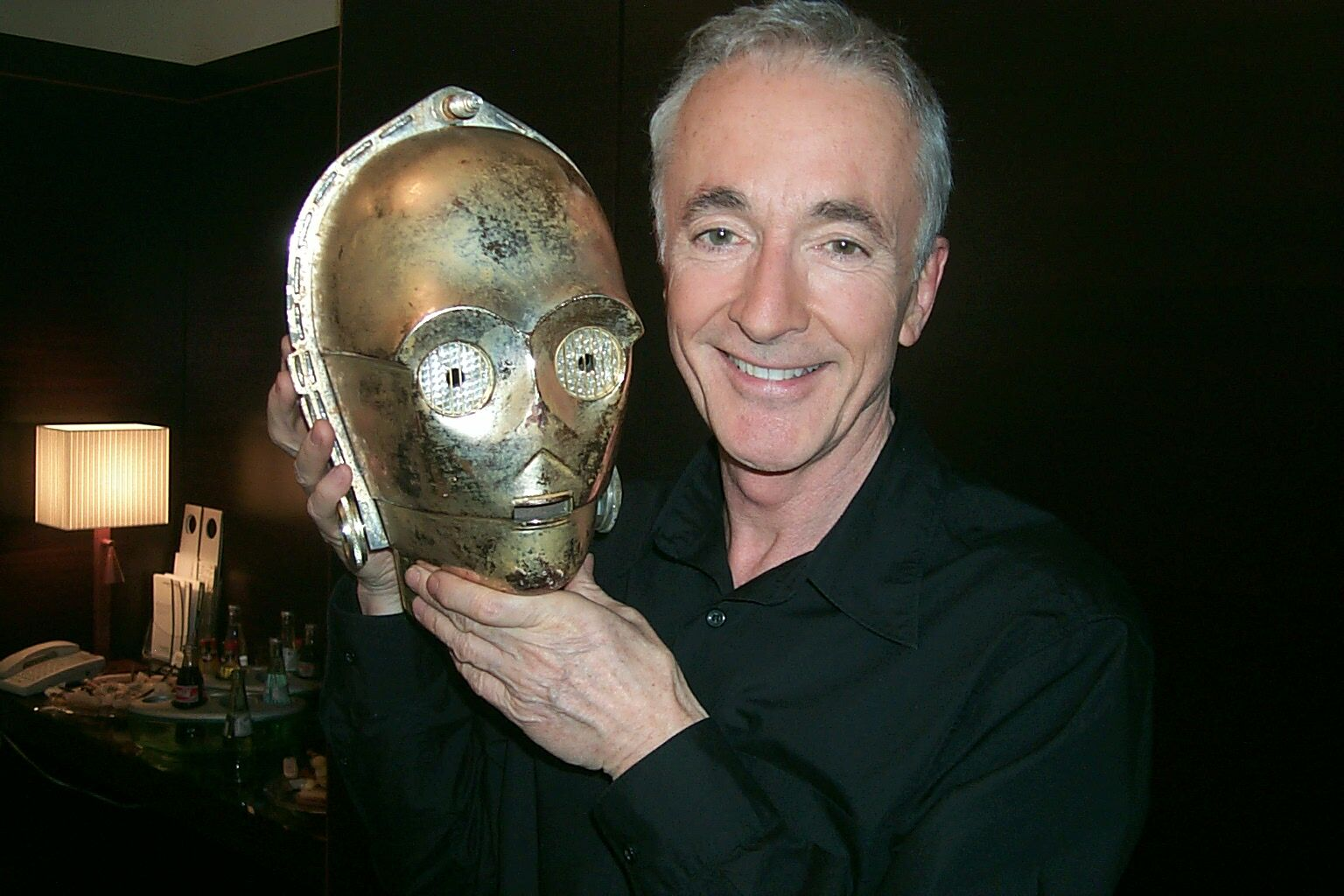
Anthony Daniels en 2005 con la máscara de C-3PO.

C-3PO ha sido interpretado por Daniels en 11 películas de Star Wars: diez de acción real (cada episodio de Saga Skywalker y Rogue One) y una animada (The Clone Wars). En La amenaza fantasma, Michael Lynch (quien también fue creador de modelos para las tres películas precuelas) hizo de títere un modelo esquelético de C-3PO, con Daniels proporcionando la voz, y Lynch fue eliminado en la posproducción. Daniels intentó hacer de titiritero el droide esquelético para El ataque de los clones (2002), pero experimentó dificultades; el títere fue reemplazado por un C-3PO completamente blindado. Una escena filmada mostraba a Padmé equipando a C-3PO con su revestimiento, pero se cortó para mejorar el ritmo.  Desde Attack of the Clones hasta The Rise of Skywalker (2019), así como Rogue One (2016), Daniels usó el disfraz y proporcionó la voz.
Daniels también interpretó a C-3PO en los segmentos de acción real de Star Wars Holiday Special (1978),  y prestó su voz al personaje en la parte animada.  Daniels apareció como C-3PO en la 50.ª edición de los Premios de la Academia en 1978 y en la 88.ª edición de los Premios de la Academia en 2016. También prestó su voz a C-3PO en las adaptaciones radiofónicas de la trilogía original y en cinco series animadas de Star Wars: Droids (1985–86), Clone Wars (2003–05), The Clone Wars (2008–14), Rebels (2014–18) y Resistance (2018-20). Repitió su papel en The Lego Movie, en la que C-3PO tiene un cameo con miembros de la tripulación del Halcón Milenario, y en el episodio de Star Wars Forces of Destiny "Beasts of Echo Base", en el que su voz se puede escuchar en el comunicador de Leia. Daniels también expresó a C-3PO en Ralph Breaks the Internet (2018),  varias producciones animadas de Lego Star Wars y videojuegos. Galaxia de aventuras presenta algunos de los diálogos de C-3PO de la saga Skywalker. C-3PO apareció con R2-D2, BB-8 y Chewbacca en Star Wars Blips. 
Daniels repitió su papel de C-3PO para la Disneyland trayecto Star Tours, cocreada por George Lucas en 1987. Él fue filmado durante la grabación del diálogo, con la cinta que servirá de referencia para el Imagineers para programar un audio-animatronic.

## Historia del personaje
Al ser un androide de protocolo, C-3PO fue diseñado para interactuar con seres vivos pensantes, androides y máquinas. Es capaz de comunicarse con más de cien millones de formas de vida. Fue construido por Anakin Skywalker en el planeta Tatooine, para ayudar en las tareas del hogar a su madre. Es el mejor amigo, compañero, y contraparte del Droide astromecánico R2-D2.
Su principal función como androide de protocolo es ayudar a explicar las costumbres de otras culturas, la traducción y la comunicación en general. Desde su creación, y de acuerdo con las películas oficiales y el universo expandido, sirvió a más de cuarenta amos diferentes.
Al final del Episodio III, La venganza de los Sith, el personaje del senador Bail Organa hace borrar la memoria del androide para no revelar la ubicación de Luke Skywalker y Leia Organa al nuevo emperador galáctico. Es por eso que en la primera película de la saga (Star Wars), no reconoce al retirado maestro Jedi Obi Wan Kenobi.

## C3PO en el mundo de La Guerra de las Galaxias

### Vida en Tatooine
C-3PO era un droide de protocolo serie 3PO, diseñado para interactuar con humanos. Hablaba con fluidez más de seis millones de formas de comunicación, y desarrolló una exigente y preocupada personalidad a lo largo de sus varias décadas de operación. Tras ser destruido y desechado en Tatooine antes de 32 ABY, C-3PO fue reconstruido; su naturaleza reconstruida lo hizo diferente de otros modelos similares de droides.

### En el 32 ABY C-3PO
En este año se encontró con sus futuros compañeros, R2-D2, el maestro Jedi Qui-Gon Jinn, la reina Amidala (Padmé) de Naboo y Jar Jar Binks. C-3PO no sabía que estaba desnudo antes de que R2 se lo mencionara. Él se avergonzó sumamente por esto, pero Padmé le comentó que estaba perfecto así. C-3PO y R2-D2 trabaron amistad rápidamente, trabajando juntos para perfeccionar el Pod de Anakin para el Clásico de Boonta. R2, un droide más experimentado que él, le habló sobre los viajes hiperespaciales y sus peligros, y 3PO juró que nunca nadie conseguiría meterle en una nave. 
Poco después, C-3PO formó parte del equipo de apoyo de Anakin. Durante el Clásico de Boonta, C-3PO con su primer chasis donde vio como Anakin conseguía derrotar a Sebulba. Lamentablemente, C-3PO y su amo, Anakin Skywalker, separaron sus caminos cuando Jinn liberó al muchacho después de ganar una apuesta al amo de Anakin, Watto. Antes de la de partida de su amo, Anakin le dijo que se aseguraría de que Shmi no lo vendiera y finalmente le dijo adiós.
Casi cinco años más tarde, Shmi y Cliegg Lars se casaron; C-3PO, con Shmi, se fue a vivir con Lars y su hijo Owen Lars. Tres años antes, Shmi cubrió a 3PO mejorándolo con cubiertas para que pudiera aguantar por más tiempo en un clima tan arenoso como el de Tatooine.

### Durante la Guerra de los Clones (22 ABY-19 ABY)
En el 22 ABY, Shmi fue capturada por un grupo de las moradores de las arenas o tusken. Presintiendo desde Naboo que su madre estaba en peligro, Anakin y Padmé viajaron hasta allí. C-3PO los reconoció enseguida y los presentó a la familia Lars. Tras traer Anakin el cuerpo sin vida de su madre, C-3PO asistió al pequeño funeral celebrado en honor a Shmi. 
Tras esto C-3PO acompañó a Anakin y Padmé al planeta Geonosis para rescatar a Obi-Wan Kenobi, ya que Owen Lars le dijo que eso hubiese sido lo que Shmi habría querido. Una vez allí se vio envuelto a una situación un tanto descabellada tras ir a parar a una fábrica de droides de combate de la CSI. Allí 3PO pierde su cabeza que termina en el cuerpo de un droide de combate, saliendo más tarde a la arena de Geonosis convertido en un combatiente un tanto particular. En la batalla Kit Fisto lo empujaría con la Fuerza y más tarde R2 lo volvería a ensamblar con su cuerpo. De vuelta a Naboo, tras la Batalla de Geonosis, sería uno de los tres testigos de la boda entre Anakin Skywalker y Padmé Amidala.

### Plata y Oro
Tras la boda C-3PO fue el regalo de bodas de Anakin a su nueva esposa. De esta forma durante la guerra serviría de droide de protocolo a la senadora Amidala. También serviría de asistente en las conferencias del Consejo real de Naboo. Tras la defensa de Naboo y la bioplaga de Ohma-D'un por parte de la CSI, la reina Jamillia puso a C-3PO como enlace entre la reina y los Jedi. Junto con la antigua reina de Naboo, C-3PO vivió numerosas aventuras, entre las que se encuentra la misión en Ilum, donde fue esencial para que Yoda pudiera rescatar a Luminara Unduli y su padawan, Barriss Offee. Con la senadora también participaría en el intento de eliminar a Grievous, además de otras misiones con Anakin, Obi-Wan o Jar Jar Binks, esta última en el planeta Rodia. 
Durante este tiempo C-3PO también recibió algo que llevaba mucho tiempo esperando: que le cambiaran el chasis gris por el definitivo chasis dorado. También fue el primer individuo de la Galaxia que llamaría al Canciller Palpatine "su majestad", anticipándose a un futuro no muy lejano por entonces.demasiado lejano

### Fin de la Guerra de los Clones
Hacia el final de la guerra, C3PO se percató del comportamiento distinto tanto de Anakin como de Padmé, así como del embarazo de esta última. Después de que Anakin volviera con R2 de la matanza en el Templo Jedi, R2-D2 y el mantuvieron una larga conversación, pero 3PO no se creyó una palabra y le contestó que debía de estar estresado. Más tarde, en el planeta Mustafar, 3PO sería testigo de la evidencia de que Skywalker se había pasado al lado oscuro. Mientras Obi-Wan y Anakin mantenían su duelo a través de las instalaciones de Mustafar, él y R2 pusieron a Padmé dentro de la nave, a salvo. Una vez que Obi-Wan volvió, condujo la nave a Polis Massa donde Padmé dio a luz a los hermanos Skywalker. Tras esto C3PO sufriría un borrado de memoria, para proteger a los niños del emperador y Darth Vader, y sería destinado al Tantive IV ya que a partir de ahora estaría bajo la custodia del senador Bail Organa de Alderaan.

### En la era Imperial
Principios de la Era Imperial (19 ABY-0 ABY)C-3PO fue a parar a la Tantive IV, allí conoció a R2 de nuevo, pero tras la invasión a la Tantive IV, los dos droides fueron a parar al planeta Tatooine al escapar en una cápsula de escape. Los dos se separaron en el desierto y fueron secuestrados por jawas. Ambos fueron vendidos a Luke Skywalker y buscaron a Obi-Wan Kenobi, tras encontrarle, los cuatro fueron a Mos Eisley, donde fueron transportados por Han Solo y Chewbacca hasta la Estrella de la Muerte I, allí C-3PO rescató a Luke, Han , Chewie y Leia de un compactador de basura. Finalmente celebró la destrucción de la Estrella de la Muerte con los rebeldes.

### Trabajando para la Rebelión (0 DBY-4 DBY)
C-3PO estuvo ayudando a la Alianza Rebelde, y en el 3 DBY ayudó a evacuar la Base Echo. Escapó en el Halcón Milenario con Han, Chewbacca y Leia. Tras refugiarse en un asteroide con sus amigos, se fue a la Ciudad de las Nubes, en Bespin, 3PO fue sorprendido con una trampa de los imperiales y fue recogido por Chewbacca, pero Han Solo fue congelado en carbonita y secuestrado por Boba Fett y tuvieron que ir a Tatooine para rescatarle. 
En el 4 DBY fue a Tatooine, con R2-D2 al Palacio de Jabba como regalo para Jabba Desilijic Tiure de parte de Luke Skywalker pero sin que él lo supiera formaba parte del plan para rescatar a Han Solo. Tras una escaramuza en Carkoon y rescatar a Han Solo de Jabba, fue a desactivar el generador de la Estrella de la Muerte II en Endor, allí C-3PO era una deidad para los ewoks y gracias a eso los ewoks ayudaron a destruir la Estrella de la Muerte II.

### C3PO en el Universo Extendido

#### Post-Endor
Contra el resto del Imperio y el Remanente (5 DBY-14 DBY). Después de la Batalla de Endor y la destrucción de la Estrella de la muerte, ayudó en muchas misiones, como ser traductor del lenguaje Ssi-Ruuk en Bakura. También fue por breve tiempo miembro de la SPIN (Red de Inteligencia Planetaria Senatorial) junto con R2-D2 y poco después, ambos fueron a Kessel con fin de infiltrarse en las filas del Remanente Imperial para saber quien sucedería a Palpatine. 
En el 8 DBY ayudó a Han Solo a competir contra el príncipe Isolder por el cortejo de la princesa Leia y todo cambió cuando Han la secuestró y se la llevó a Dathomir. Ayudó a Han en esa alocada aventura y le ayudó a componer una canción para Leia, aunque los peligros de Dathomir casi lo matasen, C-3PO asistió a su boda con Leia. 
Años más tarde, C-3PO ayudó a Leia en una misión a Honoghr durante la Crisis de Thrawn para descubrir las acciones de los noghri y fue obligado a esconderse con Leia y Chewbacca cuando llegaron los Imperiales, pero luego volvieron a Coruscant donde sirvió como niñera para Jaina Solo y Jacen Solo así como años después para Anakin Solo. Por esa época también acompañó a Han, Luke, Lando, R2, Chewbacca y Mara Jade al planeta Wayland para destruir unas instalaciones en el Monte Tantiss, gracias a C-3PO y a algunos noghri, fueron destruidos los almacenes de Palpatine. 

#### En el 10.5 DBY
Palpatine volvió resucitado y centró toda su atención en el bebé Anakin Solo (aún no nacido). Después de viajar a Nespis VIII, Leia da a luz a Anakin y C-3PO y R2-D2 casi son asesinados. Luego de descubrir a un Imperial que colocaba un rastreador en el Halcón Milenario, ambos son salvados por Han Solo y Chewbacca. El emperador les descubre y los héroes de la Alianza viajan hasta Iziz, una ciudad de Onderon, allí, en el 11 DBY, Palpatine es asesinado por Empotajeyos Brand y Han Solo, con la muerte adicional de Empotajeyos. 
En el 14 DBY, C-3PO acompañó a Luke Skywalker y Han Solo hasta la estación Crseih para investigar rumores de un culto de curanderos y posibles remanentes Jedi.  
Pero en vez de eso encontraron a Waru, un monstruo de otra dimensión. C-3PO descubrió que Lord Hethir se alió con Waru y ambos secuestraron a los niños Solo. Luke, Han y Leia derrotan a Lord Hethir y Waru vuelve a su dimensión. 

#### Crisis Galácticas posteriores
Guerra Yuuzhan Vong: Con el estallido de la Guerra Yuuzhan Vong y la campaña anti-droides, C-3PO tenía muchas dudas sobre su inmortalidad, por lo que C-3PO se volvió más asertivo y menos tolerante. A pesar de ello, ayudó mucho en la guerra cuando Viqi Shesh y otros Yuuzhan Vongs asaltaron los apartamentos Solo, y los condujo a una trampa de la que solo Shesh escapó. 
C-3PO rescató a Ben Skywalker de Viqi que fue capturado al poco tiempo. Ya en el 29 DBY, participó en la Liberación de Coruscant donde junto con R2 ayudó a Leia, Chewbacca y Harrar a pilotar el Halcón Milenario dentro de una abertura del Cerebro Planetario.

#### Segunda Guerra Civil Galáctica
C-3PO se quedó en Coruscant ya que Leia y Han eran considerados traidores a la Alianza Galáctica y enemigos por el estado de Corellia y Thrackan Sal-Solo les puso un precio altísimo a su cabeza. C-3PO se reunió con los Solo a bordo del Halcón y los tres viajaron al cúmulo de asteroides Kiris, allí se encontraron con Wedge Antilles y Dur Gejien, durante el encuentro C-3PO intentó grabar la conversación pero Leia le ordenó abandonar el recinto. 
Poco después acompañó a los Solo a Hapes en misión diplomática. 
Los Solo y C-3PO tuvieron que huir, ya que estaban implicados en el asesinato de Allana que en realidad fue asesinada por Nashtash que era nada menos que Aurra Sing, que intentó asesinar también a Tenel Ka. Los Solo fueron encontrados junto a Nashtash y les declararon culpables. Viajaron hasta el espacio Hapano y descubrieron la persona que contrató a Aurra, Lalu Morwan quién les explicó a bordo del Halcón por qué quería matar a Tenel Ka y estaba afiliado con el Concilio Hereditario. A pesar de que Lalu odiaba al droide, trabajaron juntos para curar el brazo herido de Han Solo. 
Como parte del plan de entregarle información a la Reina Madre, C-3PO tuvo que vigilar a Lalu para que no descubriese las intenciones de Solo pero Han golpeó a Lalu en la nariz y los tres escaparon en el Halcón, viéndose envueltos en la Batalla de Hapes dónde son alcanzados por el destructor imperial Anakin Solo, comandado por Darth Caedus, pero el Halcón escapa hasta Gyndine y allí es reparado. C-3PO es nombrado supervisor de la reparación del Halcón Milenario hasta que pueda zarpar y así unirse de nuevo con Han y Leia. 
Durante el bombardeo de Kashyyyk, comandado por Darth Caedus, que no es nada más que Jacen Solo convertido al Lado Oscuro, la Nueva Orden Jedi llevó a C-3PO con ellos cuando evacuaron sus instalaciones en Endor. Debido a la amistad de C-3PO con los ewoks, fue utilizado para hablar con las tribus locales de las zonas en las que se escondían los Jedi. Kyp Durron reportó a Luke Skywalker que la tribu local trabajaba muy bien junto a C-3PO, y que había sido muy buena idea llevarlo. 

## Legado
En 2012, la Marina de los EE. UU. construyó un robot llamado Autónomo Humanoide a Bordo que, según afirman, fue inspirado en C-3PO. El robot fue construido con el propósito de extinguir incendios, pero tiene habilidades de movimiento similares a las del droide de Star Wars al poder subir escaleras y transportar mangueras. También similar a C-3PO, puede responder a gestos humanos, pero a un nivel mucho más básico.
Uno de los programas de la NASA para colaborar con el sector privado en el desarrollo del transporte espacial comercial se denomina 'C3PO', acrónimo de Commercial Crew & Cargo Program Office.
Nicolas Ghesquière, director creativo de Louis Vuitton, y Rodarte han creado diseños de moda inspirados en C-3PO. La foto de portada de la edición de agosto de 2015 de GQ mostraba a la comediante Amy Schumer vistiendo una réplica del bikini de la princesa Leia y chupando uno de los dedos de C-3PO. Lucasfilm y Disney se opusieron a esta imagen y tuitearon una declaración pública de que no estaba autorizada. 
En 2004, C-3PO fue introducido dentro del Salón de la fama de los robots en Pittsburgh, Pensilvania. Se puede ver una réplica de tamaño natural en el Carnegie Science Center de Pittsburgh.
En el Episodio IV (la primera película de Star Wars en filmarse) es el primer personaje en hablar,  mientras que en el Episodio III (la última película que Lucas filmó) es este personaje precisamente el último que habla.

## Doblaje
| Personaje | Actor original  | Actor de doblaje Los Ángeles (Doblaje Original) | Actor de doblaje México (Redoblaje) | Actor de doblaje España (Doblaje en castellano) |
| --------- | --------------- | ----------------------------------------------- | ----------------------------------- | ----------------------------------------------- |
| C-3PO     | Anthony Daniels | Hannibal Brown y Carlos Nieto                   | Carlos del Campo                    | Miguel Ángel Valdivieso y Alberto Mieza         |